# Bombylius leberi
Bombylius leberi är en tvåvingeart som beskrevs av Neal L. Evenhuis 1984. Bombylius leberi ingår i släktet Bombylius och familjen svävflugor. Inga underarter finns listade i Catalogue of Life.